# امپراتور هیچ لباسی نمی‌پوشد
امپراتور هیچ لباسی نمی‌پوشد (به انگلیسی: The Emperor Wears No Clothes) کتابی غیر داستانی است که جک هِرِر آن را نوشته‌است. این کتاب که هِرِر برای نوشتن آن حدود ده سال وقت صرف کرده‌است دربارهٔ فواید گیاه شاه‌دانه و مشتقات آن مانند هِمپ و ماری‌جوآنا است. او در کتاب این نظریه را مطرح می‌کند که ممنوعیت مشتقات شاه‌دانه بی‌عدالتی در حق مردم آمریکا است و سیاست‌گذاری‌های بی‌خردانه باعث آن بوده‌است. به عقیدهٔ هرر انگیزه‌های شوم سیاسی در دههٔ ۱۹۳۰ با هدف تأمین منافع سیاست‌مداران پرنفوذ، سرمایه‌داران نفتی و ناشران باعث شدند فراورده‌های گیاه شاه‌دانه شیطانی جلوه داده شوند. امپراتور هیچ لباسی نمی‌پوشد با فروش بیش از هفتصد هزار نسخه هرر را به یکی از شناخته‌شده‌ترین چهره‌های جنبش ماری‌جوآنا تبدیل کرد و باعث شد اعتراض‌هایی با هدف جُرم‌زدایی از شاه‌دانه در آمریکا شکل بگیرد.